# Pinacoceras
Pinacoceras – rodzaj głowonogów z wymarłej podgromady amonitów, z rzędu Ceratitida.
Żył w okresie triasu (karnik - retyk).